# Pierwszy rząd Romana Prodiego
Pierwszy rząd Romana Prodiego – rząd Republiki Włoskiej funkcjonujący od 17 maja 1996 do 21 października 1998.
Gabinet został ukonstytuowany po zwycięstwie centrolewicowej (skupiającej głównie postkomunistów, lewicowych chadeków i liberałów) koalicji Drzewo Oliwne w przedterminowych wyborach parlamentarnych do Izby Deputowanych i Senatu XIII kadencji.
W skład rządu (poza wysuniętym przez Ulivo bezpartyjnym premierem) wchodziło 17 ministrów resortowych (jeden w randze wicepremiera) i początkowo 3, a następnie 4 ministrów bez teki.
Najwięcej ministrów rekomendowała postkomunistyczna Demokratyczna Partia Lewicy (PSD), przekształcona w 1998 w partię Demokraci Lewicy (DS). Swoich przedstawicieli do rządu wprowadziły też Włoska Partia Ludowa (PPI), Odnowienie Włoskie (RI), Federacja Zielonych (Verdi), Sinistra Repubblicana (SR), Unia Demokratyczna (UD), na bazie której w 1998 powstała partia Demokraci. Koalicję wspierały także liczne mniejsze ugrupowania, których działacze objęli stanowiska podsekretarzy stanu.
W parlamencie rząd korzystał ponadto z głosów Odrodzenia Komunistycznego. Wycofanie się jesienią 1998 RC z popierania gabinetu doprowadziło do utraty większości parlamentarnej, a w konsekwencji dymisji Romana Prodiego i utworzeniu nowego rządu z pierwszym w powojennej historii Włoch postkomunistą na czele.

## Skład rządu
| funkcja                                                        | minister             | partia      | okres urzędowania | okres urzędowania    |
| funkcja                                                        | minister             | partia      | od                | do                   |
| -------------------------------------------------------------- | -------------------- | ----------- | ----------------- | -------------------- |
| premier                                                        | Romano Prodi         | bezpartyjny | 17 maja 1996      | 21 października 1998 |
| wicepremier, minister kultury                                  | Walter Veltroni      | PDS         | 17 maja 1996      | 21 października 1998 |
| minister spraw zagranicznych                                   | Lamberto Dini        | RI          | 17 maja 1996      | 21 października 1998 |
| minister spraw wewnętrznych                                    | Giorgio Napolitano   | PDS         | 17 maja 1996      | 21 października 1998 |
| minister sprawiedliwości                                       | Giovanni Maria Flick | bezpartyjny | 17 maja 1996      | 21 października 1998 |
| minister skarbu, budżetu i planowania gospodarczego            | Carlo Azeglio Ciampi | bezpartyjny | 17 maja 1996      | 21 października 1998 |
| minister finansów                                              | Vincenzo Visco       | PDS         | 17 maja 1996      | 21 października 1998 |
| minister obrony                                                | Beniamino Andreatta  | PPI         | 17 maja 1996      | 21 października 1998 |
| minister edukacji, szkolnictwa wyższego, nauki i technologii   | Luigi Berlinguer     | PDS         | 17 maja 1996      | 21 października 1998 |
| minister robót publicznych                                     | Antonio Di Pietro    | bezpartyjny | 17 maja 1996      | 20 listopada 1996    |
| minister robót publicznych                                     | Paolo Costa          | bezpartyjny | 20 listopada 1996 | 21 października 1998 |
| minister polityki rolnej                                       | Michele Pinto        | PPI         | 17 maja 1996      | 21 października 1998 |
| minister transportu                                            | Claudio Burlando     | PDS         | 17 maja 1996      | 21 października 1998 |
| minister poczty i telekomunikacji                              | Antonio Maccanico    | UD          | 17 maja 1996      | 21 października 1998 |
| minister przemysłu, handlu i turystyki                         | Pier Luigi Bersani   | PDS         | 17 maja 1996      | 21 października 1998 |
| minister pracy i ochrony socjalnej                             | Tiziano Treu         | RI          | 17 maja 1996      | 21 października 1998 |
| minister handlu zagranicznego                                  | Augusto Fantozzi     | RI          | 17 maja 1996      | 21 października 1998 |
| minister zdrowia                                               | Rosy Bindi           | PPI         | 17 maja 1996      | 21 października 1998 |
| minister środowiska                                            | Edo Ronchi           | Verdi       | 17 maja 1996      | 21 października 1998 |
| minister ds. administracji publicznej i stosunków regionalnych | Franco Bassanini     | PDS         | 17 maja 1996      | 21 października 1998 |
| minister ds. równouprawnienia                                  | Anna Finocchiaro     | PDS         | 17 maja 1996      | 21 października 1998 |
| minister ds. kontaktów z parlamentem                           | Giorgio Bogi         | SR          | 14 marca 1997     | 21 października 1998 |
| minister ds. solidarności społecznej                           | Livia Turco          | PDS         | 17 maja 1996      | 21 października 1998 |